# Rienk Ulbesz (schip, 1914)
Het skûtsje van Leeuwarden, de  Rienk Ulbesz is het vierde skûtsje waar de Leeuwarders mee zeilen in de wedstrijden van de SKS.  Het schip is genoemd naar de oudste zoon van Ulbe Zwaga die in 1985 schipper werd van het Leeuwarder skûtsje en in 1992 is overleden.

## Geschiedenis
Leeuwarden nam vanaf 1963  met een eigen  schip deel  aan het skûtsjesilen.  Na diverse schipperswisselingen kwam Rienk Ulbesz Zwaga aan het roer te staan.  Die was eerder kampioen geworden met de skûtsjes van Langweer en Súdwesthoek. In 1986 kochten de Leeuwarders een nieuw schip aan, dat  werd genoemd naar Rienk’s vader Ulbe Zwaga, die in 1985 was overleden. Met dit skûtsje  de “Ulbe Zwaga”   behaalden de  Leeuwarders wisselende resultaten. 
In 1992 werd een nieuw skûtsje aangeschaft. Het was de bedoeling dat Rienk Zwaga met dit nieuwe schip zou zeilen, maar hij overleed voordat het skûtsjesilen begon. Hij werd vervangen door zijn broer Lammert Zwaga. Het nieuwe skûtsje, in 1914 gebouwd op de Scheepswerf De Pijp in Drachten kreeg de naam de “Rienk Ulbesz” 
In 1995 werd Rienk’s zoon Ulbe Rienksz Zwaga de nieuwe schipper. Die behaalde in 1998 en 1999 de allereerste kampioenschappen van het Leeuwarder skûtsje. Daarna vonden er weer verschillende schipperswisselingen plaats. In 2017 werd Willem Zwaga (een zoon van Ulbe Rienksz) de nieuwe schipper. Hij eindigde in zijn eerste jaar als elfde en in 2018 als vijfde (met drie dagoverwinningen maar ook met twee verloren protesten). In 2019 werd hij achtste.

## Schippers
- Siete Meeter sr	        1963-1964
- Sietze Tjittesz Brouwer	1965-1970
- Albert van Akker	        1971-1984
- Rienk Ulbesz Zwaga	        1985-1991
- Lammert Ulbesz Zwaga	        1992-1994
- Ulbe Rienksz Zwaga	        1995-2002; 2006
- Evert van der Pol	        2003-2005
- Jappie Lodewijksz Meeter	2007-2012
- Siete Eildertsz Meeter	2013-2016
- Willem Zwaga	                2017-heden

## Skûtsjes
- Op Hoop van Zegen	1963-1978
- Nieuwe Zorg 	1979-1985
- Ulbe Zwaga 	1986-1991
- Rienk Ulbesz 	1992-heden